# Ben Emmerson
Ben Emmerson (Kent, 30 augustus 1963) is een Brits jurist. Hij behoort tot de top van de Britse advocatuur en verdedigt zowel in nationale als internationale rechtszaken. Hij wist onder meer de Kosovaarse leider Ramush Haradinaj in zowel in eerste aanleg als beroep vrij te pleiten. Sinds 2005 is hij daarnaast rechter in eigen land en sinds 2012 oproepbaar als rechter van het Internationale Residumechanisme voor Straftribunalen dat lopende zaken afhandelt van het Rwandatribunaal en het Joegoslaviëtribunaal.

## Levensloop
Emmerson is een zoon van Brian Emmerson, de financieel directeur van de London Stock Exchange. Hij was leerling op de benedictijnse Douai Abbey School en studeerde daarna aan de Universiteit van Bristol. In 1986 werd hij opgenomen in de balie van Middle Temple. Hij begon zijn professionele loopbaan als advocaat en bleef dat later ook toen hij werd aangesteld als rechter. Hij specialiseerde zich in Brits en internationaal humanitair recht en internationaal strafrecht. In 2005 werd hij benoemd tot advocaat van de kroon (Queen's Counsel).
Hij behoort tot de top van de Britse strafadvocatuur en nam de verdediging op zich in zowel nationale als internationale strafzaken. Tussen 2005 en 2008 verdedigde hij de voormalig premier van Kosovo, Ramush Haradinaj. Tegen hem werd een straf geëist van 37 jaar op grond van een aanklacht voor misdaden tegen de menselijkheid en oorlogsmisdaden die tussen 1998 en 1999 waren begaan door het Bevrijdingsleger van Kosovo (UÇK). Haradinaj werd zowel in eerste aanleg als beroep (2008 en 2012) vrijgesproken. Emmerson was verder zowel als tegen- als voorpleiter betrokken bij vijfentwintig zaken die tegen het Verenigd Koninkrijk dienden aan het Europees Hof voor de Rechten van de Mens.
In 2005 werd hij daarnaast benoemd tot rechter van het Crown Court, een hoger geplaatst hof in Engeland en Wales voor strafzaken en in 2010 tot plaatsvervangend rechter van het Gerechtshof (High Court). Hetzelfde jaar werd hij door Middle Temple uitgeroepen tot Master of the Bench.
In 2011 werd hij speciaal adviseur voor de aanklager van het Internationale Strafhof in Den Haag, voor het Cambodjatribunaal in Phnom Penh en voor het Counter-Terrorism Implementation Task Force (CTITF) van de VN op het gebied van het beschermen van de mensenrechten in combinatie met het bestrijden van terrorisme. Daarnaast werd hij in 2012 beëdigd tot rechter van het Internationale Residumechanisme voor Straftribunalen, om op oproepbasis lopende zaken af te handelen van het Rwandatribunaal en het Joegoslaviëtribunaal.